# گروه آشتید
گروه آشتید (انگلیسی: Ashtead Group) شرکت لجستیک بریتانیایی است، که در سال ۱۹۴۷ تأسیس شد.